# Herb prowincji Valga

Herb prowincji Valga

Herb prowincji Valga - herb prowincji estońskiej.
Herb prowincji przedstawia na tarczy dwudzielnej w skos, w polu górnym błękitnym cztery srebrne gwiazdy (w układzie 2,1,1). Pole dolne puste srebrne.
Herb przyjęty został 5 lutego 1937 roku.
Podział tarczy w skos nawiązuje do podziału miasta i prowincji pomiędzy Estonię i Łotwę w 1920 roku. Puste, srebrne (białe) pole nawiązuje do białego obłoku z herbu miasta (w polu zielonym obłok z wyłaniającym się z niego zbrojnym ramieniem z zakrzywioną szablą), nadanego w 1584 roku przez króla Stefana Batorego.

## Literatura
www.valgamaa.ee